# Verwaltungsgemeinschaft Pähl-Raisting
Die Verwaltungsgemeinschaft Pähl-Raisting im oberbayerischen Landkreis Weilheim-Schongau wurde im Zuge der Gemeindegebietsreform am 1. Mai 1978 als Verwaltungsgemeinschaft Wielenbach gegründet. Am 1. Januar 1980 wurde die Gemeinde Wielenbach entlassen und der Sitz nach Pähl verlegt, der Name wurde in Pähl-Raisting geändert. Zum 1. Januar 2007 wurde die Körperschaft, der die Gemeinden Pähl und Raisting angehörten, aufgelöst.
Sitz der Verwaltungsgemeinschaft war Pähl.